# Diana Paton
Diana Paton (Reino Unido, 1969) es una historiadora y académica británica especialista en historia del Caribe, incluyendo temas como la esclavitud, emancipación, estudios de género y religión. Desde 2016, es profesora de historia en la cátedra William Robertson de la Universidad de Edimburgo. Antes había trabajado en The Queen's College en la Universidad de Oxford y en la Universidad de Newcastle, donde llegó a ser profesora de historia del Caribe antes de trasladarse a la  Universidad de Edimburgo. Pertenece a la Real Sociedad Histórica.

## Trayectoria académica
Paton estudió en la Universidad de Warwick y el doctorado en la Universidad Yale. Presentó su tesis doctoral en 1999, con el título "No bond but the law: punishment and justice in Jamaica's age of emancipation, 1780-1870" (que podría traducirse como "Únicamente la ley: el castigo y la justicia en la era de emancipación en Jamaica: 1780-1870").
Comenzó su carrera académica como miembro de un grupo de investigación en The Queen's College, en la Universidad de Oxford. En el 2000, ingresó en la Universidad de Newcastle como lectora académica y, tras ir desarrollando su carrera académica, en 2015 obtuvo la cátedra en Historia del Caribe en esta universidad. En julio de 2016 se trasladó a la Universidad de Edimburgo, donde fue distinguida como miembro de la cátedra William Robertson Chair of History. También es miembro electo de la Royal Historical Society.
Su investigación ha sido financiada por AHRC (Arts and Humanities Research Council; en español, "Consejo de Investigación de Artes y Humanidades"), the Leverhulme Trust ("Fideicomiso Leverhulme") y la Academia Británica.

## Publicaciones destacadas
- Paton, Diana (2001). «Punishment, Crime, and the Bodies of Slaves in Eighteenth-Century Jamaica». Journal of Social History 34 (4): 923-954. ISSN 0022-4529. JSTOR 3789424. PMID 18754158. S2CID 29531689. doi:10.1353/jsh.2001.0066.
- Paton, Diana (2004). No bond but the law: punishment, race, and gender in Jamaican state formation, 1780-1870. Durham, NC: Duke University Press. ISBN 0822334011.
- Scully, Pamela; Paton, Diana, eds. (2005). Gender and slave emancipation in the Atlantic world. Durham, NC: Duke University Press. ISBN 0822335816.
- Paton, Diana (2012). Obeah and other powers: the politics of Caribbean religion and healing. Durham, NC: Duke University Press. ISBN 978-0822351337.
- Paton, Diana (2015). The cultural politics of Obeah: religion, colonialism and modernity in the Caribbean world. Cambridge: Cambridge University Press. ISBN 978-1107025653.
- Paton, Diana; Smith, Matthew J., eds. (2021). The Jamaica reader: history, culture, politics. Durham: Duke University Press. ISBN 978-1478010494.